# Kraftwerk Bois-Noir
Das Kraftwerk Bois-Noir war ein Laufwasserkraftwerk der Stadtwerke von Lausanne, das ab 1902 in Betrieb stand. Es trug den Namen des nahe gelegenen Waldes Bois Noir und nutzte die Wasserkraft der Rhone bei Saint-Maurice. Die Anlage wurde 1950 durch das Kraftwerk Lavey ersetzt. Das Maschinenhaus mit Wohn- und Werkstattteil ist noch vorhanden, die restlichen Anlagenteile bis auf Teile des Unterwasserkanals wurden abgetragen.

## Geschichte

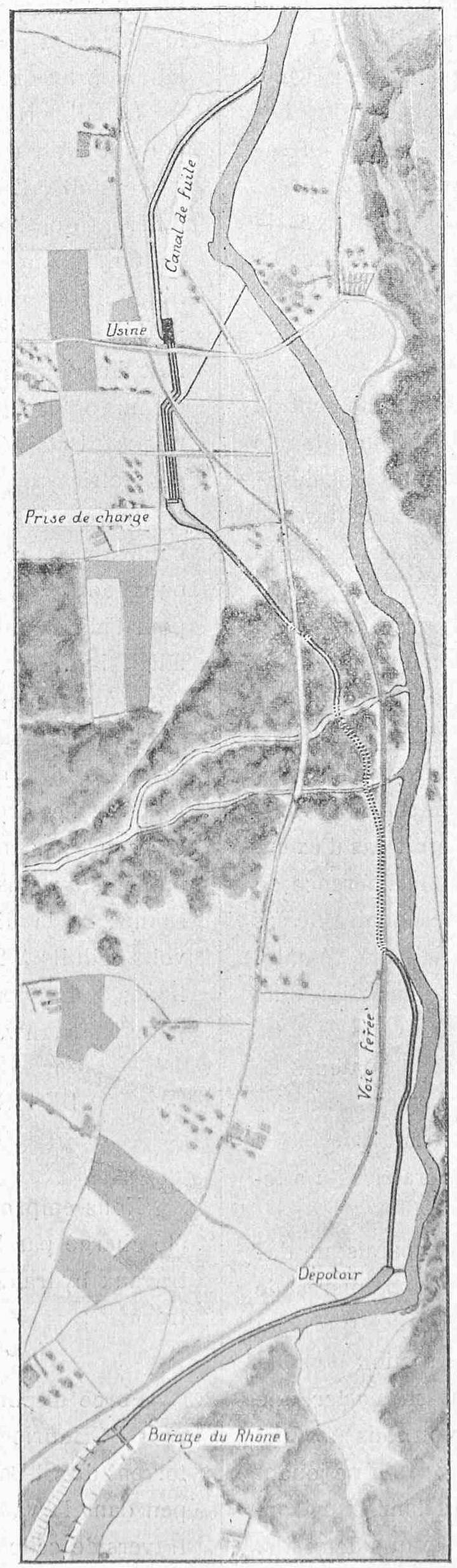
Lageplan des Kraftwerks

Lausanne betrieb als eine der ersten Städte auf dem europäischen Festland ein kleines Kraftwerk zur Versorgung der elektrischen Beleuchtung von Abonnenten. Das 1882 in Betrieb genommene Kleinkraftwerk nutzte das Wasser des Lac de Bret elf Kilometer westlich des Stadtzentrums und versorgte bis zu 2000 Glühlampen oder andere Verbraucher gleichwertiger Leistung.
1894 erhielt Professor Palaz von der Stadt eine Konzession zum Bau einer elektrischen Strassenbahn. Die Energie für deren Betrieb wurde in einem Kraftwerk in Convaloup erzeugt, wo drei Magergasmotoren System Crossley aufgestellt waren, die alleinig dem Betrieb der Strassenbahn dienten. Die Stadt behielt sich das Recht vor, das Kraftwerk von der Strassenbahngesellschaft zurückzukaufen, sollte sie selber in der Lage sein, die Energie für den Betrieb der Strassenbahn zu liefern.
1897 schrieb die Stadt einen Wettbewerb zum Bau eines Kraftwerks aus, das genügend Strom auch für den zukünftigen Energiebedarf erzeugen sollte. Von den fünf eingegangenen Projekten wählte eine Studienkommission zwei Projekte zur Weiterbearbeitung aus: das Projekt zur Nutzung der Wasserkräfte der Orbe bei Montcherand und dasjenige zur Nutzung der Rhone bei Saint-Maurice. Die Stadt entschied sich für das vom Consortium des forces motrices du Rhône à St-Maurice eingereichte Projekt und den Bau einer 56 km langen Gleichstromübertragung von Saint-Maurice nach Lausanne. Die Verteilung der elektrischen Energie in Lausanne wurde den Stadtwerken übertragen. Für den Bau des Kraftwerks und der Übertragungsleitung wurde eine Gesellschaft bestehend aus den Herren J. Chappuis, Ingenieur in Nidau, und A. Palaz, Professor in Lausanne, sowie den Firmen Escher, Wyss & Cie aus Zürich und der Compagnie de l’Industrie Electrique aus Genf gebildet.
Das Kraftwerk nahm im Dezember 1902 den Betrieb auf und lief ohne grössere Störungen bis auf Betriebsunterbrüche aufgrund der strengen Fröste 1907 oder durch die Überschwemmung, ausgelöst durch den Mauvoisin, der über die Ufer trat und 3000 m³ Geröll im Unterwasserkanal ablagerte. Das Kraftwerk konnte maximal 3,45 MW erzeugen – es war nur zur Deckung des Energiebedarfs der Stadt ausgelegt, deren Leistungsaufnahme 1898 auf 2,5 MW geschätzt wurde. Der Verbrauch überstieg aber schnell die damals als sehr optimistisch angesehene Schätzung, sodass ab 1907 während der Abendstunden der Wintermonate zusätzliche Energie benötigt wurde. Diese wurde von den in der Umspannstation in Pierre-de-Plan aufgestellten dampfbetriebenen Generatoren erzeugt, die ansonsten als thermische Reserve bei Ausfall der Wasserkraft dienten.
In den 1920er Jahren wurde das Kraftwerk in Bois-Noir umgebaut und mit drei neuen Maschinensätzen versehen, die Energieübertragung erfolgte fortan mit 50 kV Wechselstrom, was den Energieaustausch mit Energie Ouest Suisse (EOS) möglich machte. Die Leistung der Anlage betrug nach dem Umbau 8,83 MW. Trotz weiterem Aufbau genügte die Anlage nicht mehr dem Bedarf der Stadt, der nach dem Zweiten Weltkrieg nochmals angestiegen war. Nachdem bei einem Hochwasser im Jahre 1940 das Wehr des Kraftwerks beschädigt worden war, wurde klar, dass einige Anlagenteile dringend verstärkt werden müssten, sollte die Anlage auch in Zukunft in Betrieb bleiben. Dies gab den Anlass zum Bau des neuen leistungsfähigeren Kraftwerks Lavey als Ersatz des Kraftwerks Bois-Noir. Im März 1950 wurde Bois-Noir stillgelegt, wenige Wochen bevor Lavey ans Netz ging. Die elektrische Ausrüstung wurde nach Argentinien verkauft, die Gebäude wurden ab 1955 vom Spanplattenhersteller Bois Homogène genutzt.

## Technik

### Zu- und Ableitung des Wassers

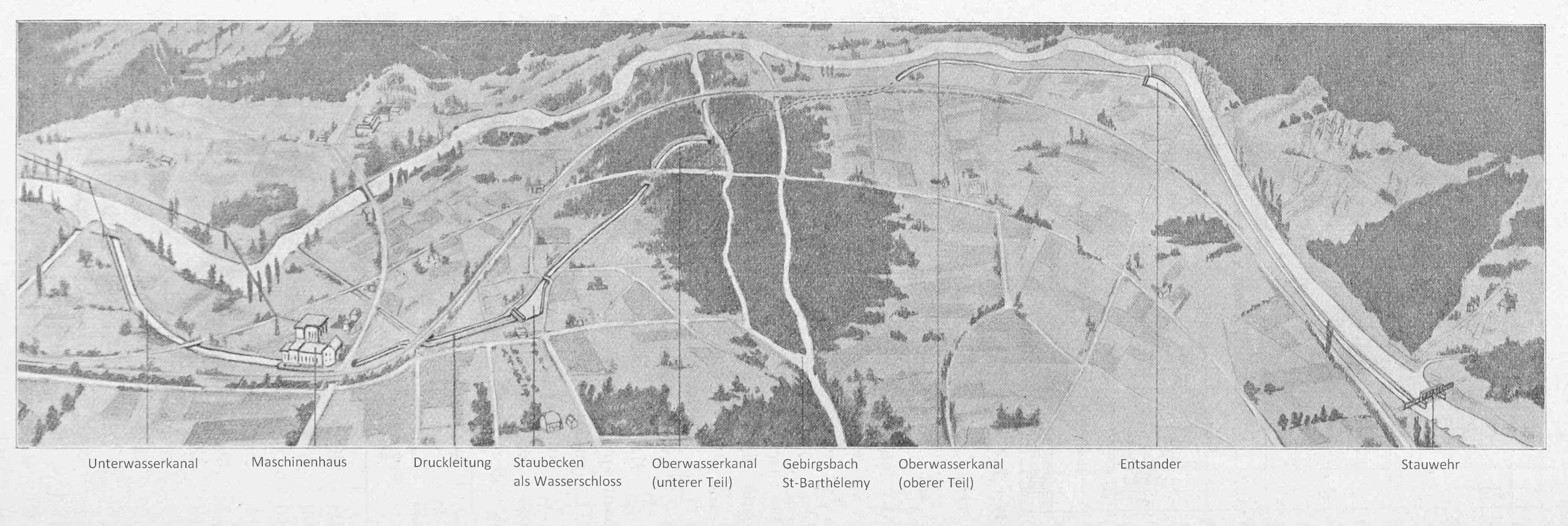
Vogelschauansicht der Kraftwerks

Zwischen Brig und Genfersee eignet sich die Rhone nur bedingt zur Wasserkraftnutzung. Das Gefälle ist zu gering mit Ausnahme eines Teilstücks oberhalb von Saint-Maurice, wo der Fluss auf einer Länge von 4,4 Kilometern ein Gefälle von 38 m aufweist. Die Ingenieure erkannten bereits Ende des 19. Jahrhunderts das Potenzial dieser Stelle, denn es gibt bis auf den Rheinfall keinen anderen Flussabschnitt in der Schweiz, wo solch grosse Wassermengen über ein solches Gefälle fliessen. Allerdings sind besondere Vorkehrungen zum Schutz der Turbinen notwendig, da die Rhone auf diesem Abschnitt sehr viel Geschiebe mit sich führt.
Der Fluss wurde bei Evionnaz durch ein gut 90 m breites steuerbares Wehr⊙ aufgestaut und in einen knapp acht Meter breiten Oberwasserkanal geleitet. Der erste, 900 m lange Abschnitt des Kanals führte links dem Fluss entlang und endete in einem Absetzbecken⊙, wo der mitgeführte Sand abgelagert wurde. Eine Mauer trennte den Kanal vom Fluss und diente gleichzeitig als Überlauf des Kanals in die Rhone. An das Entsandungsbecken fügten sich weitere 2,3 km Oberwasserkanal an, wovon 800 m in einem Stollen⊙⊙ lagen, der den Schwemmkegel des St.-Barthélemy-Wildbachs unterquerte. Der Wald Bois Noir auf dem Schuttkegel gab dem Kraftwerk den Namen. Am Ende dieses Abschnitts des Oberwasserkanals befand sich ein weiteres gut 200 m langes Becken⊙, das 14'000 m³ fasste und als Wasserschloss diente. Von hier wurde das Wasser in die drei zum Maschinenhaus führenden Druckleitungen geführt. Die erste Druckleitung wurde 1901 aus Flusseisen erstellt und ist 470 m lang bei einem Durchmesser von 2,7 m. Sie war unterirdisch verlegt und führte geradlinig ins Maschinenhaus. Die 1918 und 1920 eingebauten Druckleitungen 2 und 3 hatten den gleichen Durchmesser, waren aber 550 m lang. Damit der Betrieb des Kraftwerks während deren Baus nicht unterbrochen werden musste, wurde eine ungewöhnliche Streckenführung gewählt: Leitung 2 wich dem Maschinenhaus S-förmig aus, führte am linken Rand des Unterwasserkanals entlang, wendete mit einem 180°-Bogen über den Unterwasserkanal zur Gebäudefront und führte an dieser entlang. Sie traf ungefähr in der Mitte des Gebäudes auf die Leitung 3, welche dem Maschinenhaus auch S-förmig auswich, aber ohne zu wenden, und direkt entlang der Front verlief. An der Stelle, wo die Leitungen aufeinander trafen, waren sie mit einem T-Stück mit der bestehenden Druckleitung 1 verbunden, welche die 1902 aufgestellten Turbinen versorgte. Die drei 1920 in Betrieb genommenen neueren Turbinen waren über T-Verbindungen direkt an die Druckleitung 2 angeschlossen. Die Rückgabe erfolgte über einen offenen Unterwasserkanal, der oberhalb der Mündung des Mauvoisin in die Rhone mündete ⊙.

### Maschinenhaus

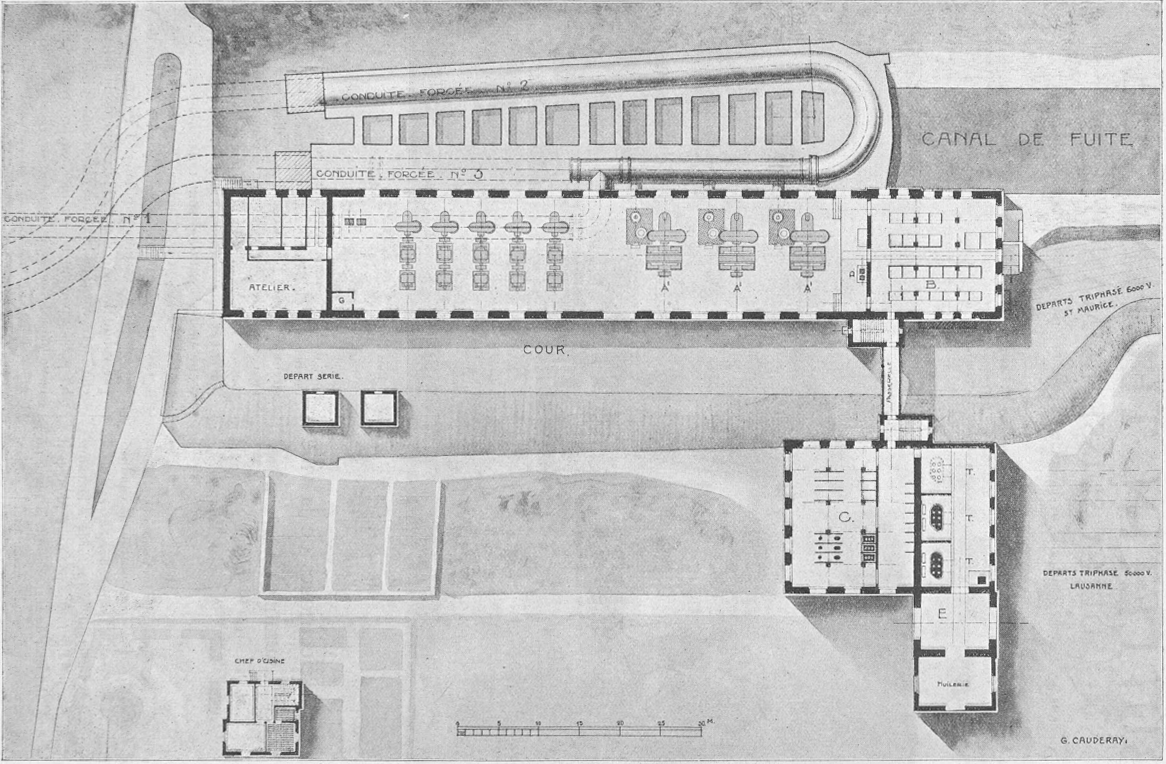
Übersichtsplan des Maschinenhaus im Zustand von 1920. Links sind die Gleichstromgeneratoren, rechts die Wechselstromgeneratoren aufgestellt.

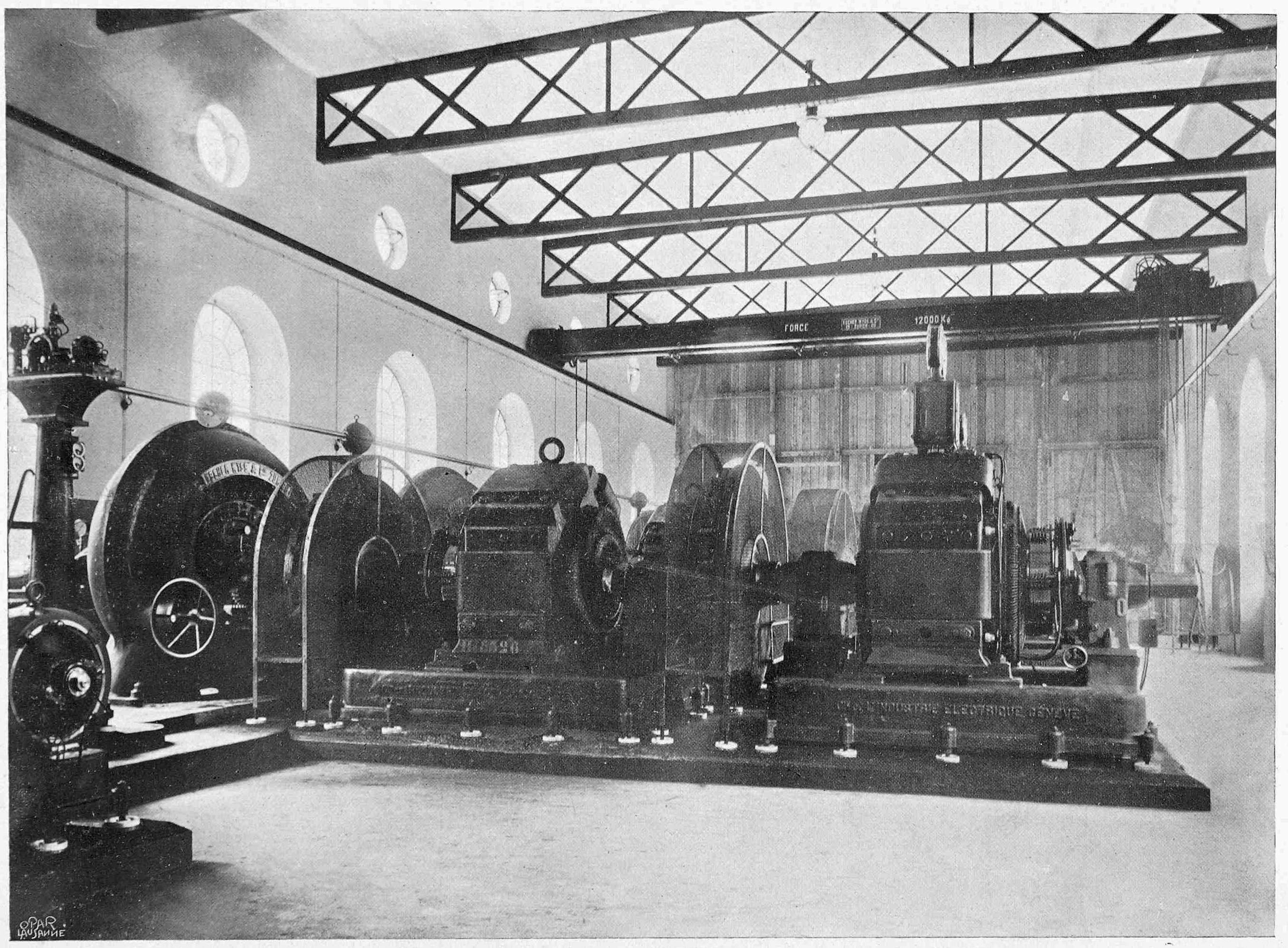
1000-PS-Maschinensatz mit zwei Gleichstromgeneratoren von 1902

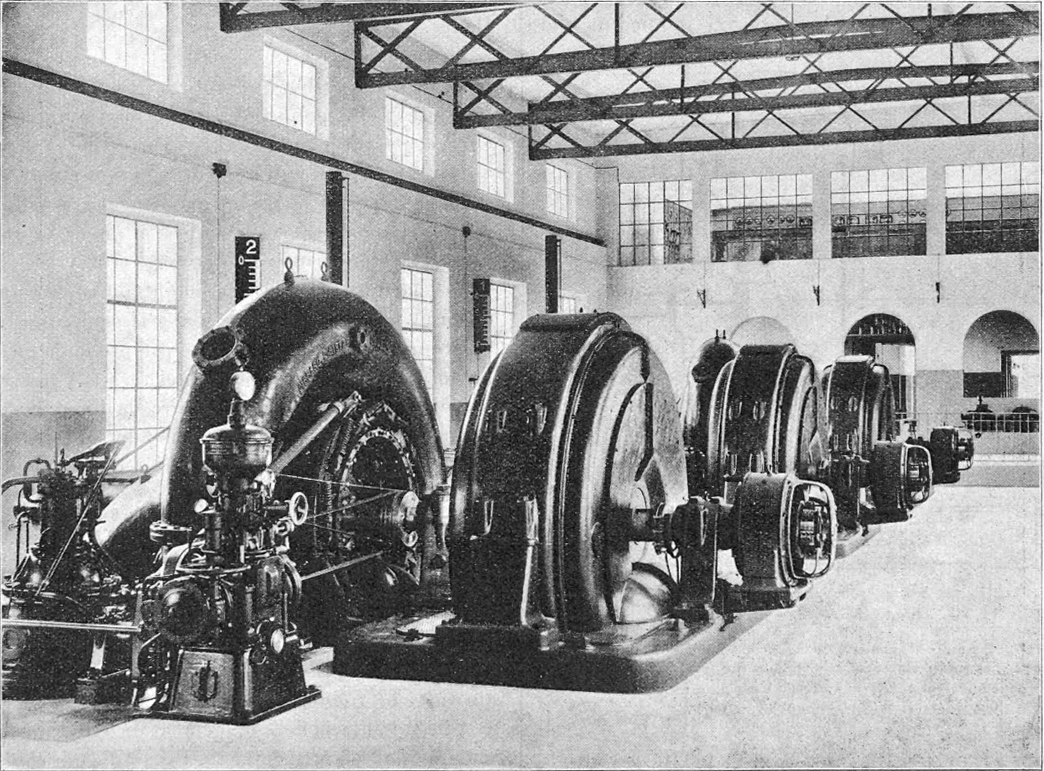
1920 in Betrieb genommene Drehstromgeneratoren

Das Maschinenhaus⊙ bestand aus einem Wohn- und Werkstattteil mit Giebeldach⊙ und dem Turbinensaal⊙ mit einem Flachdach aus nichtbrennbaren Hourdisplatten. Es war für drei Druckleitungen und 15 grosse Gleichstrommaschinensätze zu 1000 PS ausgelegt.
Bei Betriebsaufnahme 1902 gab es nur eine Druckleitung und fünf grosse Maschinensätze. Jeder Maschinensatz bestand aus einer horizontalen Francis-Turbine mit Spiralgehäuse und zwei Gleichstromgeneratoren. Jeder der 6-poligen Generatoren erzeugte bei 300 Umdrehungen pro Minute eine Klemmenspannung von 2300 Volt und einen Strom von 150 A. Die Leistungsregelung erfolgte über die abgegebene Spannung der Generatoren, der Strom wurde konstant gehalten. Die Regelung erfolgte über die Drehzahl der Turbinen, die zwischen 10 und 300 Umdrehungen pro Minute gehalten werden konnte, und über das Zu- und Wegschalten einzelner Generatoren. Ein sechster Maschinensatz wurde als Reserve vorgehalten. Zusätzlich wurden zwei 120-PS-Sätze betrieben, die für die Beleuchtung des Maschinenhauses und die Versorgung der unmittelbaren Umgebung Dreiphasenwechselstrom mit einer Spannung von 3000 V und einer Frequenz von 50 Hz abgaben. Eine kleine Pelton-Turbine trieb die Pumpe für die Öldruckregler der Turbinen an.
Mit dem Umbau Ende der 1910er Jahre wurden drei neue Maschinensätze zur Erzeugung von  Dreiphasenwechselstrom aufgestellt. Jeder Maschinensatz bestand aus einer 3200-PS-Francis-Turbine in einem Spiralgehäuse, die von den Ateliers Piccard-Pictet & Cie. in Genf hergestellt worden war, und einem Synchrongenerator von Brown, Boveri & Cie. (BBC) aus Baden. Die Abgangsspannung der Generatoren betrug 6,5 kV, mit der die Hochspannungsleitung nach Saint-Maurice versorgt wurde. Für die Übertragung nach Lausanne wurde die Spannung durch zwei ölgekühlte 7500-kVA-Transformatoren auf 50 kV hochgesetzt.

### Übertragungsleitung nach Lausanne
Eine besondere Herausforderung war der Transport der Energie über die für damalige Verhältnisse lange Distanz von 56 km bis zur Stadt. Anfangs wurde eine Gleichstromübertragung System Thury verwendet, weil dadurch die damals noch teuren und defektanfälligen Transformatoren der Wechselstromübertragung eingespart werden konnten. Im Kraftwerk trieben fünf Turbinen zehn Gleichstromgeneratoren an, mit denen in Reihenschaltung eine hohe Spannung erreicht werden konnte. Für die Fernleitung waren somit lediglich zwei Kupferseile mit 150 mm² Querschnitt notwendig. Diese trugen den konstanten Strom von 150 A, während die Spannung mit der Last variierte und bis 23 kV betragen konnte. Auf diese Weise konnten bis zu 3,7 MW übertragen werden. In Lausanne wurde der Gleichstrom im Umspannwerk Pierre-de-Plan mittels rotierender Umformer in Dreiphasenwechselstrom umgewandelt. Die Verteilleitungen in die Stadtquartiere führten eine Spannung von 3 kV. Für die Versorgung der Verbraucher wurde die Spannung in den Quartieren mittels Transformatoren von 3 kV auf 216 V oder 125 V herabgesetzt. 1920 wurde die Gleichstromübertragung durch eine Wechselstromübertragung mit 50 kV abgelöst.